# Traque en haute altitude
Traque en haute altitude est la soixante-et-unième histoire de la série Les Aventures de Buck Danny de Frédéric Zumbiehl. Elle est publiée sous forme d'album en 2025,.

## Personnages
- Buck Danny
- Jerry Tumbler
- Sonny Tuckson